# Глендейл (Орегон)
Глендейл (англ. Glendale) — місто (англ. city) в США, в окрузі Дуглас штату Орегон. Населення — 858 осіб (2020).

## Географія
Глендейл розташований за координатами 42°44′17″ пн. ш. 123°25′46″ зх. д. / 42.73806° пн. ш. 123.42944° зх. д. (42.738100, -123.429377).  За даними Бюро перепису населення США в 2010 році місто мало площу 1,02 км², уся площа — суходіл.

## Демографія
Згідно з переписом 2010 року, у місті мешкали 874 особи в 325 домогосподарствах у складі 229 родин. Густота населення становила 853 особи/км².  Було 391 помешкання (382/км²).
Расовий склад населення:
| - 89,8 % — білих - 1,4 % — корінних американців - 0,3 % — чорних або афроамериканців - 0,1 % — азіатів - 3,8 % — осіб інших рас |

До двох чи більше рас належало 4,6 %. Частка іспаномовних становила 9,4 % від усіх жителів.
За віковим діапазоном населення розподілялося таким чином: 29,4 % — особи молодші 18 років, 56,3 % — особи у віці 18—64 років, 14,3 % — особи у віці 65 років та старші. Медіана віку мешканця становила 35,8 року. На 100 осіб жіночої статі у місті припадало 103,3 чоловіків;  на 100 жінок у віці від 18 років та старших — 94,6 чоловіків також старших 18 років.
Середній дохід на одне домашнє господарство  становив 37 653 долари США (медіана — 34 306), а середній дохід на одну сім'ю — 40 858 доларів (медіана — 35 000). Медіана доходів становила 38 750 доларів для чоловіків та 25 481 долар для жінок. За межею бідності перебувало 28,8 % осіб, у тому числі 53,9 % дітей у віці до 18 років та 1,2 % осіб у віці 65 років та старших.
Цивільне працевлаштоване населення становило 253 особи. Основні галузі зайнятості: мистецтво, розваги та відпочинок — 26,5 %, виробництво — 25,7 %, сільське господарство, лісництво, риболовля — 13,4 %, освіта, охорона здоров'я та соціальна допомога — 12,3 %.